# William H. Gross
William „Bill“ Hunt Gross (* 13. April 1944) ist ein US-amerikanischer Fondsmanager und Gründer der Pacific Investment Management Company, LLC (PIMCO).

## Leben
Bill Gross studierte Psychologie an der Duke University in Durham (North Carolina), die er 1966 mit einem Bachelor verließ. Nach einem Militärdienst bei der Navy erwarb er 1971 den akademischen Grad MBA von der University of California, Los Angeles (UCLA). Sein Studium finanzierte er als professioneller Black-Jack-Spieler in Las Vegas.
Im Jahr 1971 gründete er Pacific Investment Management Company, LLC (PIMCO). Er verwaltete den PIMCO Total Return Fonds, der mit einem Volumen von 236 Milliarden US-Dollar der weltweit größte Rentenfonds sowie der fünftgrößte Fonds insgesamt ist. Im November 1999 wurde PIMCO für 3,3 Milliarden US-Dollar an Allianz Global Investors verkauft, Gross behielt bei PIMCO aber weiter eine einflussreiche Position.
Mit einem privaten Vermögen von 2,1 Milliarden US-Dollar belegte Bill Gross im März 2011 Platz 564 der Forbes-Liste der reichsten Menschen der Welt.
Nachdem Gross lange Zeit erfolgreich war, schnitt sein Fonds ab 2011 drei Jahre in Folge schwächer ab als der Markt. Am 26. September 2014 teilte Pimco mit, dass Bill Gross die Firma mit sofortiger Wirkung verlassen werde. Er war zwischen dem 29. September 2014 und Februar 2019 für den Vermögensverwalter Janus Capital Group tätig; im Februar 2019 teilte er mit, dass er alle Posten aufgebe.
Pimco zahlt für die Trennung mit Gross 81 Millionen Dollar Entschädigung, die dieser für wohltätige Zwecke spenden will.